# Steinberger
Pour les articles homonymes, voir Steinberger (homonymie).

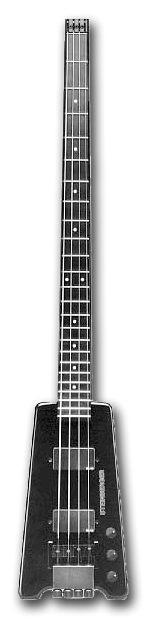
Basse Steinberger Série-L.

La marque américaine Steinberger a été créée en 1979 par Ned Steinberger à New York puis à Newburgh. Elle est devenue une filiale de Gibson en 1987. L'atelier de Newburgh fut aussitôt abandonné.

## Description
La marque est spécialisée dans la production de basses puis de guitares électriques sans tête. La série « L » a été introduite en 1980. Elle se caractérise par l'absence de tête en bout de manche, mais aussi par un corps minimaliste en résine de forme rectangulaire. Cela a nécessité la création d'un cordier spécial incluant le système d'accordage et l'utilisation de cordes à doubles boules. Pour les guitares, un nouveau type de vibrato fut créé, le TransTrem.
Ce design, révolutionnaire à l'époque, allié à un son résolument nouveau fut la raison d'un succès foudroyant malgré un prix plutôt élevé. De fait, on a beaucoup vu ces basses et ces guitares dans les clips, prestations télévisées et concerts des années 1980.
Parmi les plus médiatiques en France, on peut citer :
- Corine Marienneau (Téléphone) à partir de l'album Un autre monde (1984). On la voit avec sa basse Steinberger L2 dans le clip de la chanson éponyme.
- Clip de la chanson L'Aziza (1985) de Daniel Balavoine. À noter que dans les gros plans du chorus, la marque Steinberger est visible ; puis, lorsque le guitariste lance l'instrument en l'air, elle devient La Zizette, marque imaginaire évidemment.
- Dans le film Subway (1985) de Luc Besson, Éric Serra (compositeur de la bande originale et acteur du film) utilise une Steinberger 5 cordes qu'on voit particulièrement bien lorsque le groupe joue It's only Mystery. Il ne s'agit pas juste d'une figuration puisque Éric Serra utilisait cette basse lorsqu'il accompagnait Jacques Higelin en studio (album Aï en 1985) et sur scène (album Higelin à Bercy en 1986).

Ce type de basse et de guitare fut abondamment copié, parfois sous licence (marque Hohner), mais plus souvent sans licence (Washburn, Cort). D'autres marques ont créé leurs propres basses ou guitares sans têtes : Status, Kramer...
La marque elle-même a transformé le design original en créant de nouvelles séries. Parmi elles, on peut citer :
- La série P au corps triangulaire[2] ;
- La série M inspirée par Mike Rutherford (Genesis) et due au luthier Roger Giffin qui a remis les ailes traditionnelles de la guitare tout en gardant le concept sans tête[3].

Les modèles encore commercialisés par la compagnie Gibson sous les noms Spirit et Synapse ne sont plus fabriqués aux États-Unis.